# Marathon Rotterdam 1997
De Marathon Rotterdam 1997 werd gelopen op zondag 20 april 1997. Het was de zeventiende editie van deze marathon.
De Portugees Domingos Castro kwam bij de mannen als eerste over de streep in 2:07.51. De Keniaanse Tegla Loroupe zegevierde bij de vrouwen in 2:22.07.
Aart Stigter verbeterde met zijn 2:16.31 het Nederlands veteranenrecord. Prins Maurits finishte deze marathon in een tijd van 3 uur 32 minuten. Dit was zijn tweede marathon, want de New York City Marathon 1994 finishte hij in 3 uur en 55 minuten.
In totaal finishten 7456 lopers de marathon, waarvan 6822 mannen en 634 vrouwen.

## Uitslagen

### Mannen
| rang   | naam                    | land    | tijd    |
| ------ | ----------------------- | ------- | ------- |
| Goud   | Domingos Castro         | POR     | 2:07.51 |
| Zilver | Alejandro Gomez         | ESP     | 2:07.54 |
| Brons  | Sammy Korir             | KEN     | 2:08.02 |
| 4      | Simon Lopuyet           | KEN     | 2:08.19 |
| 5      | Abebe Mekonnen          | ETH     | 2:08.46 |
| 6      | Luíz Antônio dos Santos | BRA     | 2:08.55 |
| 7      | Giacomo Leone           | ITA     | 2:09.07 |
| 8      | Masaki Oya              | JPN     | 2:09.11 |
| 9      | Danilo Goffi            | ITA     | 2:09.13 |
| 10     | Margarito Zamora        | MEX     | 2:12.21 |
| 11     | Julius Ondieki          | KEN     | 2:13.58 |
| 12     | Tekeye Gebrselassie     | NED ETH | 2:15.25 |
| 13     | Fransua Woldemariam     | NED ETH | 2:15.25 |
| 14     | Fidel Hernandez         | MEX     | 2:15.44 |
| 15     | Aiduna Aitnafa          | NED     | 2:16.06 |
| 16     | Aart Stigter            | NED     | 2:16.31 |
| 17     | Pekka Rantakari         | FIN     | 2:16.50 |
| 18     | Noritomi Horio          | JPN     | 2:17.32 |
| 19     | Mohamed Abdi Said       | DJI     | 2:17.57 |
| 20     | Ronald Schut            | NED     | 2:18.12 |
| 41     | Robert Smits            | NED     | 2:27.38 |

### Vrouwen
| rang   | naam             | land | tijd    |
| ------ | ---------------- | ---- | ------- |
| Goud   | Tegla Loroupe    | KEN  | 2:22.07 |
| Zilver | Marleen Renders  | BEL  | 2:25.56 |
| Brons  | Makiko Ito       | JPN  | 2:26.03 |
| 4      | Lieve Slegers    | BEL  | 2:34.15 |
| 5      | Kristijna Loonen | NED  | 2:36.14 |
| 6      | Evelyne Mura     | FRA  | 2:38.28 |
| 7      | Sonia Agoun      | TUN  | 2:43.41 |
| 8      | Nurten Tasdemir  | TUR  | 2:46.20 |
| 9/10   | Daisy Hombergen  | NED  | 2:53.06 |

1981 ·
1982 ·
1983 ·
1984 ·
1985 ·
1986 ·
1987 ·
1988 ·
1989 ·
1990 ·
1991 ·
1992 ·
1993 ·
1994 ·
1995 ·
1996 ·
1997 ·
1998 ·
1999 ·
2000 ·
2001 ·
2002 ·
2003 ·
2004 ·
2005 ·
2006 ·
2007 ·
2008 ·
2009 ·
2010 ·
2011 ·
2012 ·
2013 ·
2014 ·
2015 ·
2016 ·
2017 ·
2018 ·
2019 ·
2020 ·
2021 ·
2022 ·
2023 ·
2024